# 伊斯坦布尔三城记
《伊斯坦布尔三城记》（Istanbul : a tale of three cities）是英国历史学家贝塔妮·休斯的一部关于伊斯坦布尔的通俗历史著作，2017年由Vintage Books出版。
《伊斯坦布尔三城记》获得纽约书评的关注。